# 虞国庆
虞国庆（1955年10月—），男，汉族，浙江慈溪人，中华人民共和国政治人物，曾任中共江西省委教育工委书记，江西省教育厅厅长，全国人民代表大会江西地区代表。

## 生平
虞国庆毕业于中央党校二年制中青班暨研究生班专业。2008年起担任全国人大代表。2013年，担任全国人大代表。